# Nothobranchius thierryi
Nothobranchius thierryi är en fiskart som först beskrevs av Ahl 1924.  Nothobranchius thierryi ingår i släktet Nothobranchius och familjen Nothobranchiidae. IUCN kategoriserar arten globalt som livskraftig. Inga underarter finns listade i Catalogue of Life.